# Hendrik Jan Schimmel
Hendrik Jan Schimmel ('s-Graveland, 30 juni 1823 - Bussum, 14 november 1906), was een Nederlandse dichter en schrijver.

## Leven en werk
Schimmel was een zoon van de burgemeester en notaris van 's-Graveland Hendrik Poeraat Schimmel en van Sara Meyse. Ondanks het verzet van zijn vader tegen de literaire aspiraties van zijn zoon werd hij schrijver en dichter met een omvangrijk literair oeuvre. Hij publiceerde diverse toneelstukken, naast proza en poëzie. De componist Richard Hol componeerde de muziek bij diverse van zijn gedichten.
Na een kostschoolopleiding werd Schimmel geplaatst op het notariskantoor van zijn vader om daar het vak van notaris te leren. Na het overlijden van zijn vader in 1842 ging hij werken bij het Agentschap der Schatkist te Amsterdam. In 1847 werd voor de eerste maal een toneelstuk van zijn hand, de Twee Tudors, opgevoerd in de Amsterdamse Schouwburg. Zijn tweede toneelstuk Joan Wouters werd opgedragen aan de schrijver Jacob van Lennep, die zijn leermeester zou worden. Schimmel was inmiddels in dienst getreden bij de Nederlandsche Handel-Maatschappij. In die tijd schreef hij Oranje en Nederland, ter gelegenheid van de inhuldiging van koning Willem II in 1849. Het stuk zou later ook opgevoerd worden bij het tweede huwelijk van koning Willem III in 1879 en bij de inhuldiging van koningin Wilhelmina in 1898. Meerdere van zijn toneelstukken beleefden diverse herdrukken. Zo werd Twee Tudors zes maal gedrukt, evenals Joan Wouters. Zijn stuk Oranje en Nederland werd zeven maal gedrukt. In 1851 werd hij redacteur van het literaire tijdschrift De Gids, een functie die hij zestien jaar zou vervullen. Ook was hij redacteur van de Nederlandsche Volksalmanak en van het tijdschrift Nederland. Zowel in De Gids als in het tijdschrift Nederland verschenen diverse gedichten van zijn hand. Schimmel, inmiddels bankdirecteur, was jarenlang voorzitter van de raad van beheer van de vereniging Het Nederlandsch Tooneel, waar hij zich inzette voor de belangen van het toneel. Hij werd door koning Willem III benoemd tot ridder in de orde van de Nederlandse Leeuw.
Schimmel trouwde in 1865 met Anna Maria Kalff. Zij overleed 6 jaar later bij de geboorte van hun dochtertje Anna Sara Maria. Hij overleed in 1906 op 83-jarige leeftijd te Bussum.

## Trivia
In het Het Spiegel in Bussum vlakbij waar hij gewoond heeft is een straat naar hem vernoemd, de Schimmellaan.